# NGC 2744A
NGC 2744A في الفهرس العام الجديد، هي مجرة، تقع في كوكبة السرطان. اكتشفت بواسطة ويليام هيرشل.

## روابط خارجية
- NGC 2744A على موقع ويكي سكاي: DSS2, SDSS, GALEX, IRAS, Hydrogen α, X-Ray, Astrophoto, Sky Map, Articles and images